# Långhornad droppbagge
Långhornad droppbagge (Scaphisoma balcanicum) är en skalbaggsart som beskrevs av Tamanini 1954. Långhornad droppbagge ingår i släktet Scaphisoma, och familjen kortvingar. Enligt den finländska rödlistan är arten nationellt utdöd i Finland. Arten är reproducerande i Sverige. Artens livsmiljö är naturmoskogar.